# 다카기 마사요시

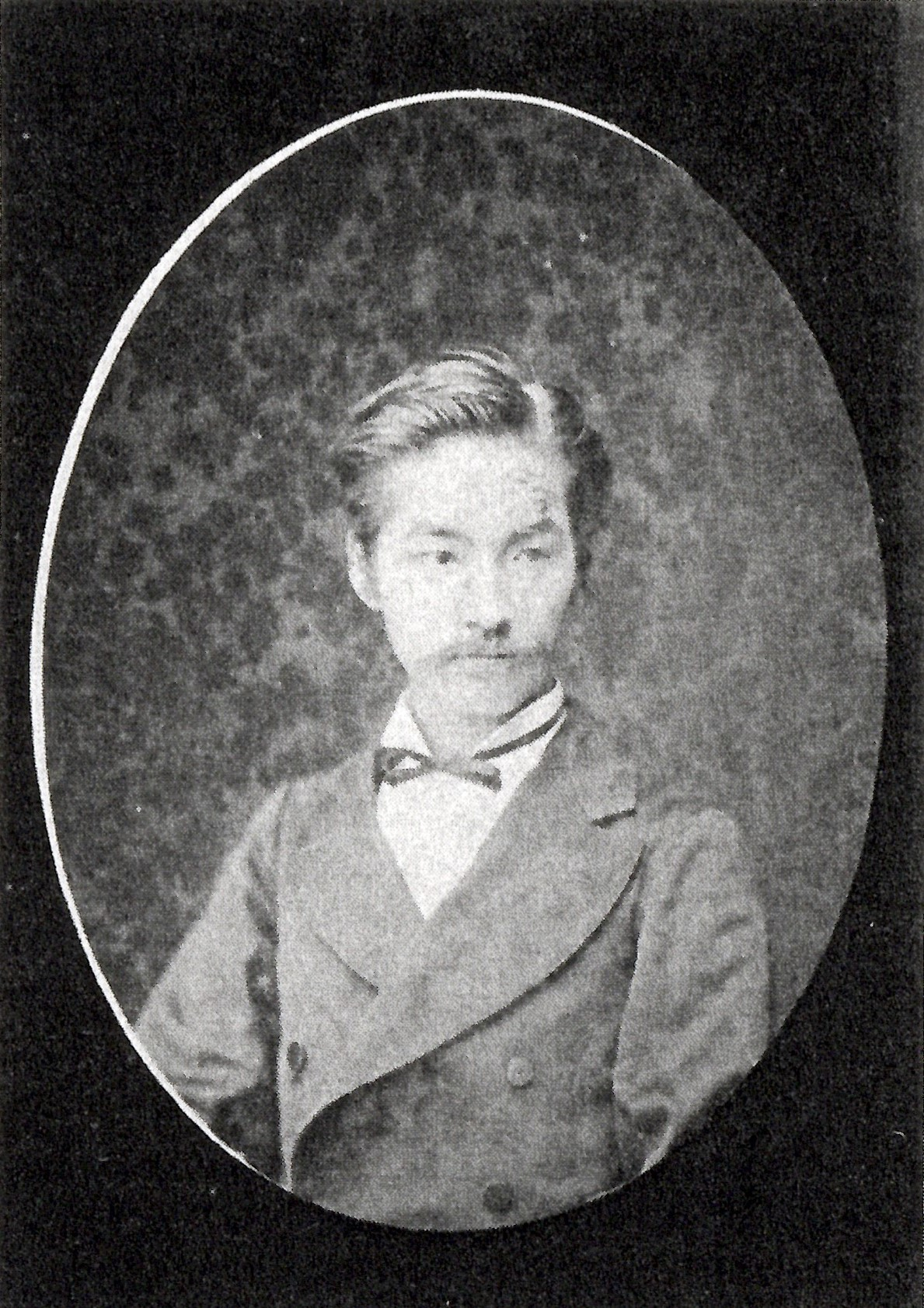
다카기 마사요시

다카기 마사요시(일본어: 高木正善)는 가와치 단난 번(河内丹南藩) 제13대 번주이다. 메이지 유신 이후에는 자작에 봉해졌다.
미카사노미야 다카히토 친왕비 유리코(三笠宮崇仁親王妃百合子)는 마사요시의 손녀이다.
| 전임 다카기 마사히라 | 제13대 단난 번 번주 (다카기가) 1869년 ~ 1871년 | 후임 폐번치현 |